# Deuteronomisten
Deuteronomisten ("D") är enligt bland annat fyrkällshypotesen en av Moseböckernas källor, författaren som skrivit och redigerat Femte Moseboken. I vidare bemärkelse är han författaren bakom det så kallade deuteronomistiska historieverket.
Wilhelm de Wette framkastade 1805 teorin att lagboken som enligt Andra Konungaboken 22 hittades vid Josias restaurering av Jerusalems tempel var Femte Moseboken. Detta var inte så nytt, men De Wette var den första som daterade boken till Josias tid, omkring år 622 f.Kr. Det pseudepigrafiska verket hade skrivits för att ge starkt stöd åt de religiösa reformerna i Juda rike. Hypotesen vann bred acceptans och spreds vidare av till exempel Julius Wellhausen i sin bok från 1876 om fyrkällshypotesen. Femte Moseboken ansågs vara en av de äldre bibelböckerna, i princip färdigredigerad innan den Babyloniska fångenskapen. 
Martin Noth såg 1943 en enhet i ett historieverk som består av Femte Moseboken, Josua, Domarboken, Samuelsböckerna och Kungaböckerna. Om det har skrivits av en författare, måste det ha skrivits efter Jerusalems förstörelse och efter Jojakins benådning 561 f.Kr. Om man tänker på en författare, nämns ibland Baruk, profeten Jeremias sekreterare. En så stark enhet är nu inte längre allmänt accepterad.